# Peucedanum
Peucedanum L., 1753 è un genere di piante angiosperme della famiglia delle Apiacee.

## Tassonomia
Il genere comprende le seguenti specie:
- Peucedanum adae Woronow
- Peucedanum akaliniae Akpulat, Gürdal & Tuncay
- Peucedanum alpinum (Sieber ex Schult.) B.L.Burtt & P.H.Davis
- Peucedanum alsaticum L.
- Peucedanum ampliatum K.T.Fu
- Peucedanum anamallayense C.B.Clarke
- Peucedanum austriacum (Jacq.) W.D.J.Koch
- Peucedanum autumnale (J.Thiébaut) Bernardi
- Peucedanum belutschistanicum H.Wolff
- Peucedanum cervaria (L.) Lapeyr.
- Peucedanum cervariifolium C.A.Mey.
- Peucedanum ceylanicum Gardner
- Peucedanum chujaense K.Kim, S.H.Oh, Chan S.Kim & C.W.Park
- Peucedanum cordatum Balf.f.
- Peucedanum coreanum Nakai
- Peucedanum coriaceum Rchb.
- Peucedanum dehradunense Babu
- Peucedanum dhana Buch.-Ham. ex C.B.Clarke
- Peucedanum dielsianum Fedde ex H.Wolff
- Peucedanum dissolutum (Diels) H.Wolff
- Peucedanum gabrielae R.Frey
- Peucedanum gallicum Latourr.
- Peucedanum guangxiense R.H.Shan & M.L.Sheh
- Peucedanum guvenianum Yıldırım & H.Duman
- Peucedanum harry-smithii Fedde ex H.Wolff
- Peucedanum henryi H.Wolff
- Peucedanum hispanicum (Boiss.) Endl.
- Peucedanum huangshanense Lu Q.Huang, H.S.Peng & S.S.Chu
- Peucedanum hyrcanicum H.Gholiz., Naqinezhad & Mozaff.
- Peucedanum insolens Kitag.
- Peucedanum japonicum Thunb.
- Peucedanum lancifolium Lange
- Peucedanum latifolium (M.Bieb.) DC.
- Peucedanum ledebourielloides K.T.Fu
- Peucedanum longshengense R.H.Shan & M.L.Sheh
- Peucedanum lowei (Coss.) Menezes
- Peucedanum mashanense R.H.Shan & M.L.Sheh
- Peucedanum medicum Dunn
- Peucedanum miroense K.Kim, H.J.Suh & J.H.Song
- Peucedanum morisonii Besser ex Schult.
- Peucedanum muliense M.L.Sheh
- Peucedanum multivittatum Maxim.
- Peucedanum nagpurense (C.B.Clarke) Prain
- Peucedanum nanum R.H.Shan & M.L.Sheh
- Peucedanum nepalense P.K.Mukh.
- Peucedanum officinale L.
- Peucedanum oreoselinum (L.) Moench
- Peucedanum ostruthium (L.) W.D.J.Koch
- Peucedanum ozhatayiorum Akpulat & Akalın
- Peucedanum palustre (L.) Moench
- Peucedanum parkinsonii Fedde ex H.Wolff
- Peucedanum pimenovii Mozaff.
- Peucedanum pradeepianum K.M.P.Kumar, Hareesh & Balach.
- Peucedanum puberulum (Turcz.) Turcz. ex Schischk.
- Peucedanum rablense (Wulfen) W.D.J.Koch
- Peucedanum rochelianum Heuff.
- Peucedanum ruthenicum M.Bieb.
- Peucedanum sandwicense Hillebr.
- Peucedanum shanianum F.L.Chen & Y.F.Deng
- Peucedanum siamicum Craib
- Peucedanum songpanense R.H.Shan & F.T.Pu
- Peucedanum tauricum M.Bieb.
- Peucedanum tongkangense K.Kim, H.J.Suh & J.H.Song
- Peucedanum vaginatum Ledeb.
- Peucedanum venetum (Spreng.) W.D.J.Koch
- Peucedanum verticillare (L.) W.D.J.Koch ex DC.
- Peucedanum violaceum R.H.Shan & M.L.Sheh
- Peucedanum vogelianum Emb. & Maire
- Peucedanum vourinense (Leute) Hartvig
- Peucedanum wawrae (H.Wolff) S.W.Su ex M.L.Sheh
- Peucedanum winkleri H.Wolff
- Peucedanum wulongense R.H.Shan & M.L.Sheh
- Peucedanum yunnanense H.Wolff
- Peucedanum zedelmeierianum Manden.